# Dolmen del Coll de Creu
El Dolmen del Coll de Creu és un monument megalític del terme comunal de Clarà i Villerac, molt a prop del límit amb el de Prada, tots dos a la comarca del Conflent, de la Catalunya del Nord. És al nord-est del Coll de Creu, al costat est del camí que ressegueix la carena.
Segons alguns autors, el dolmen ja és desaparegut, però el 2003 encara va ser visitat per Joan Abelanet i Raimon Gual. Havia estat donat a conèixer per aquests dos autors el 1969.